# Cyclosorus papilio
Cyclosorus papilio är en kärrbräkenväxtart som först beskrevs av Hope, och fick sitt nu gällande namn av Ren-Chang Ching. Cyclosorus papilio ingår i släktet Cyclosorus och familjen Thelypteridaceae. Inga underarter finns listade.